# St. Trinitatis (Genthin)

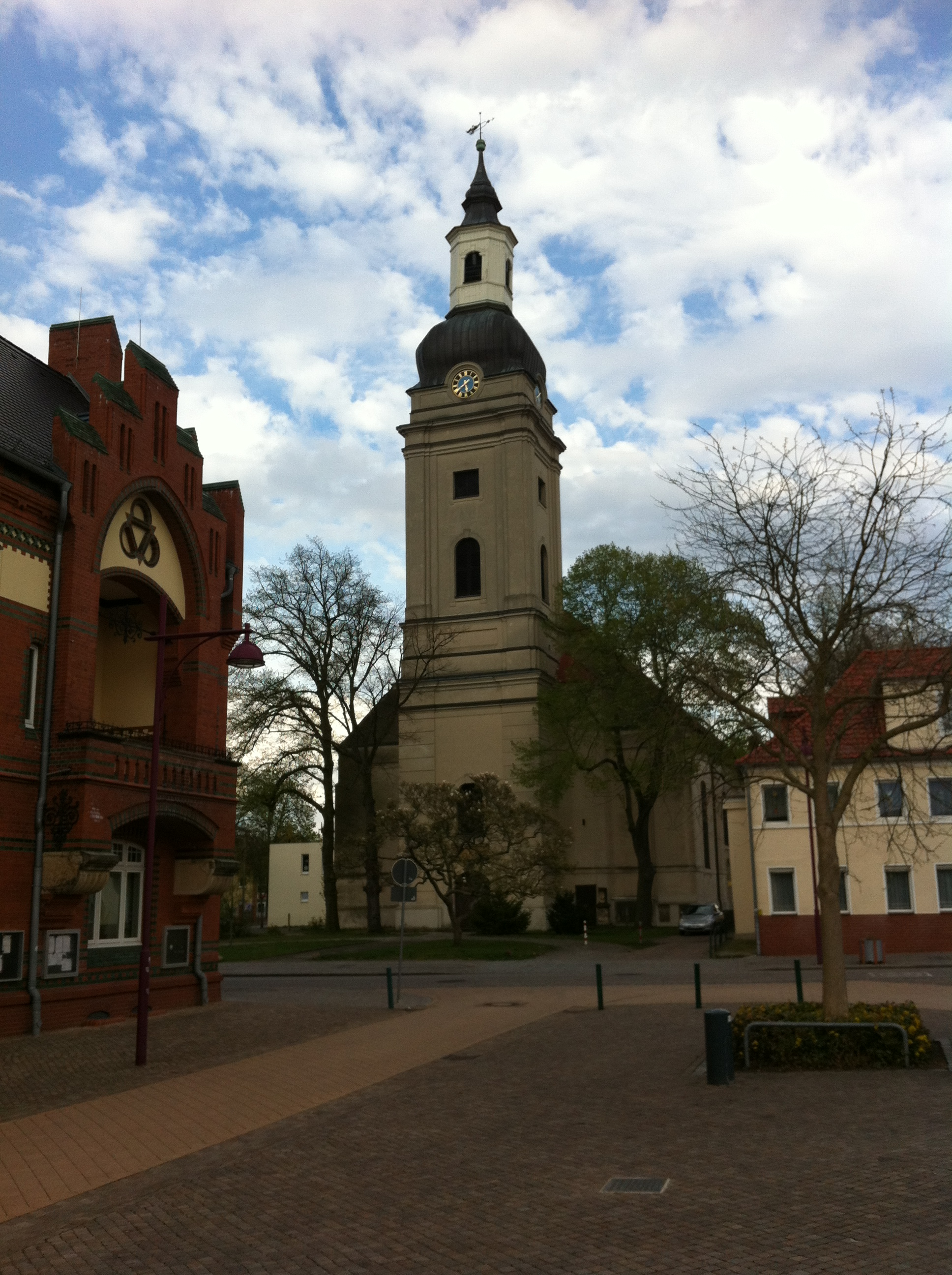
St. Trinitatis vom Marktplatz mit Rathausbalkon

Sankt Trinitatis ist die evangelische Stadtkirche von Genthin in Sachsen-Anhalt. Die barocke dreischiffige Hallenkirche befindet sich direkt am Marktplatz und ist ein Wahrzeichen der Stadt.

## Geschichte
Der Vorgängerbau, eine romanische Feldsteinkirche wurde aufgrund des schlechten Bauzustandes ab 1699 abgerissen.
Die neue Kirche wurde in den Jahren 1707–1722 nach Plänen des Magdeburger Baumeisters Georg Preußer errichtet. Die offizielle Einweihung erfolgte zum Trinitatisfest 1722 ohne den erst später fertiggestellten Turm. Dieser war bis auf Höhe des Kirchendaches aufgemauert und provisorisch abgedeckt. Der Kirchenbau ging aus finanziellen Gründen sehr langsam vonstatten. So konnte auch der Westturm, entworfen von Gottfried Meinicke aus Magdeburg erst 1769–1772 fertiggestellt werden. Die unterschiedliche Datierung von Ausstattungsgegenständen verdeutlicht, dass die Kirche erst nach und nach vervollständigt wurde. So zeigt der Taufstein die Jahreszahl 1730, eine Glocke stammt von 1763 und die Turmuhr, die die Zeit nach allen vier Seiten zeigt, wurde 1776 geliefert. Die Orgel kam erst 1798 in die Kirche.

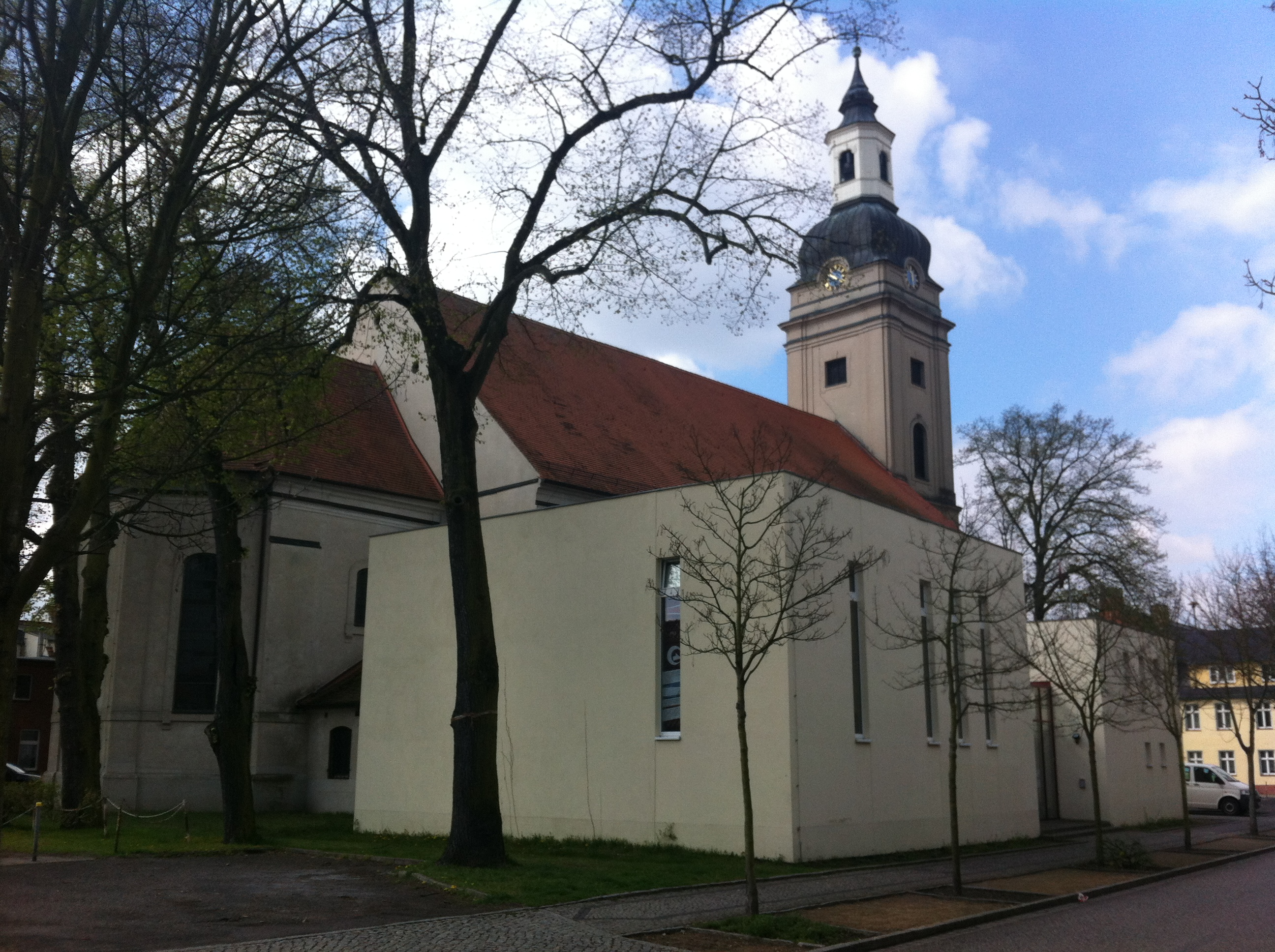
Stadtkirche St. Trinitatis mit neuen Funktionsgebäuden (Junge Kirche)

„Da die Kirchenkasse nur einen Bestand von 800 Reichstaler aufwies, entschloss man sich, die fehlenden Gelder durch beantragte private und allgemeine Kollekten sowie Zuschüsse aus der Staatskasse des Königshaues zu beschaffen. Während sich die Genthiner Bürger spendierfreudig zeigten, wies der Preußenkönig den angedachten Zuschuss von 1000 Reichstaler mit folgender abschlägigen Begründung auf einer eingereichten Turmplanzeichnung zurück: „Solch ein Drecknest soll sich einen Glockenturm bauen für 100 Reichstaler.“ … Erst unter seinem Thronfolger Friedrich II. wurde von staatlicher Seite dem Turmbau zugestimmt und die Kosten für den Turmbau von der Staatskasse übernommen, so dass am 4. September 1770 mit dem Glockentransport in den Turm die Arbeiten fortgesetzt und 1772 mit dem Aufsetzen der Turmhaube der Kirchenbau seinen endgültigen Abschluss fand.“

1965 wurde im Westturm eine beheizbare Winterkirche eingebaut. Dabei wurde der Eingang vom Westturm verbaut und konnte nicht mehr genutzt werden.
2007 entstand als Ergänzung zwischen Kirche und Großer Schulstraße ein zusätzlicher moderner Funktionsanbau aus zwei massiven Baukörpern auf quadratischem Grundriss mit Flachdach, die durch ein verglastes Foyer verbunden sind. Der Funktionsanbau wird „Junge Kirche“ genannt.
2008 erfolgte der Umbau der Winterkirche mit dem Einbau neuer Glastrennwände, so dass der Haupteingang am Westturm wieder zugänglich ist.

## Beschreibung und Ausstattung
Die große schlichte Hallenkirche ist ein dreischiffiger verputzter Backsteinbau mit dreiseitig geschlossenem Chor. Die Außenfassade ist durch Fenster und Pfeilervorlagen in den Achsen gegliedert. Das Schiffsinnere wird von kuppelartig gebusten Kreuzgratgewölben auf rundbogigen Scheid- und Gurtbögen über Kreuzpfeilern überspannt.
Der Westturm auf quadratischem Grundriss ist mit mehreren umlaufenden Gesimsbändern gegliedert und hat als Abschluss eine metallgedeckte geschweifte Haube mit offener Laterne.
Im Kirchenschiff sind umlaufend Emporen eingebaut. Die gesamte Ausstattung ist farblich schlicht gehalten und erzielt ihre Wirkung vor allem über die Formgebung.
Der Chorraum wird durch den zweigeschossigen hölzernen Altaraufsatz (um 1720) beherrscht. Auf kannelierten Säulen mit korinthischen Kapitellen liegt das Gebälk mit gesprengtem Giebel. Neben den Säulen stehen lebensgroß weibliche allegorische Figuren – „Glaube“ und „Liebe“. Das rundbogige Altarblatt zeigt die Bergpredigt. Über einem querovalen Gemälde von Christi Grablegung im Giebelfeld erhebt sich die Figur des auferstandenen Christus.
Die vierseitige Kanzel stammt aus der ersten Hälfte des 18. Jahrhunderts. Die Aposteldarstellungen, die als figürlicher Schmuck an Kanzel und Kanzelaufgang aufgesetzt waren, sind 2001 zum Teil gestohlen worden.
Von der 1798 eingebauten Orgel ist nur noch der prächtig gestaltete siebenteilige gestaffelte Orgelprospekt von Johann Wilhelm Grüneberg aus Brandenburg erhalten. 1913 wurde ein neues Orgelwerk eingebaut, gefertigt von Wilhelm Rühlmann aus Zörbig, das 1938 umgebaut wurde.
Die Buntglasfenster auf der Südseite wurden 1908 von Genthiner Bürgern gestiftet und zeigen Petrus, Paulus sowie über der Empore der Eingangsseite Martin Luther.